# Teodorico Quirós Alvarado
Teodorico Quirós Alvarado (San José, 28 de agosto de 1897 - 27 de julio de 1977) fue un pintor, arquitecto e ingeniero costarricense. Se le considera uno de los pintores más importantes de esta nación. La temática más relevante de su obra pictórica fue la representación del paisaje nacional, lo que le valió un lugar en la historia del arte costarricense. Como arquitecto e ingeniero, construyó gran cantidad de obras públicas y privadas, destacando gran cantidad de iglesias, consideradas de gran valor arquitectónico. En honor a su obra, el Museo de Arte Costarricense instauró en 1998 el premio Teodorico Quirós.

## Biografía
Nació en San José, el 28 de agosto de 1897. Hijo de Antonio Quirós Morales y Clotilde Alvarado González. Su madre era pianista y le enseñó a tocar este instrumento, transmitiéndole su sensibilidad por la música. Desde pequeño mostró gusto por el dibujo, por lo que a los siete años fue matriculado en la Escuela Nacional de Bellas Artes, donde recibió clases de eminentes pintores como Tomás Povedano, Juan Koch y Enrique Echandi. La formación secundaria la llevó en el Colegio Seminario (1905) y luego en el Liceo de Costa Rica, donde obtuvo el bachillerato en 1915. Entre 1916 y 1919 estudió ingeniería arquitectónica en el Instituto Técnico de Massachusetts, Boston, donde conoció las corrientes más novedosas de diseño y pintura.
Regresó a Costa Rica en septiembre de 1920 e inició su primera etapa pictórica. Su regreso coincidió con el inicio de una nueva sensibilidad en el arte costarricense, lo que le llevó a crear, junto a un número de artistas nacionales, una nueva corriente en la pintura de Costa Rica. Elaboró paisajes de la Meseta Central y su forma arquitectónica preferida, la casa de adobes, pintada preferiblemente con óleo, cuya pastosidad y firmeza le permiten realizar una pintura de mayor solidez, delineada en varios planos y un amplio colorido. De esta manera, sacó a la pintura de los talleres y la llevó al campo, al paisaje rural. Su obra no tiene tendencias ideológicas o psicológicas, sino que se basa en la interpretación severa y simple de la tierra costarricense.
En 1932 hizo un mural en el Colegio Superior de Señoritas. Con la colaboración de Carlota Brenes y el patrocinio del Diario de Costa Rica, organizó y seleccionó las primeras obras que dieron inicio en 1937 a las importantes Exposiciones de Artes Plásticas del Diario de Costa Rica, en el foyer del Teatro Nacional de Costa Rica.  Estas generaron un fuerte movimiento pictórico de carácter renovador con una intensa repercusión nacional. En 1934 formó parte del Círculo de Amigos del Arte. Junto a Manuel de la Cruz González colaboró en la elaboración del primer mural de carácter costumbrista hecho en San José. Fue decano de la Facultad de Bellas Artes de la Universidad de Costa Rica (1940-1944), cargo que aprovechó para reformar los programas de esa Escuela. En 1945 fue agregado cultural en México, cargo que le sirvió para pintar varios aspectos de la gran capital, en composiciones de gran geometrismo y contrastes luminosos. Entre 1952 y 1953 viajó a Estados Unidos y Europa, y pintó obras de variados temas, desnudos y retratos y doce pinturas chorotegas. Entre 1955 y 1956 su pintura tomó un matiz expresionista; realizó los cuadros murales del Popol Vuh, de motivos indígenas, representados en un ambiente lúgubre de tonalidades oscuras.

## Legado
De su paleta y su pincel nacieron obras maestras del paisaje de Costa Rica. Teodorico Quirós es uno de los pintores más importantes de la generación nacionalista de la plástica costarricense, tanto con sus pinturas como con sus obras arquitectónicas, entre las que destacan las iglesias de San Isidro de Vázquez de Coronado, de San Rafael de Escazú y Curridabat, así como la llamada Capilla de las Ánimas. La biblioteca de la Escuela de Arquitectura de la Universidad de Costa Rica lleva su nombre.

## Fallecimiento
Falleció en San José, el 27 de julio de 1977 a los 79 años de edad.